# (5904) Württemberg
(5904) Wurttemberg, désignation internationale (5904) Württemberg, est un astéroïde de la ceinture principale.

## Description
(5904) Wurttemberg est un astéroïde de la ceinture principale. Il fut découvert le 10 janvier 1989 à Tautenburg par Freimut Börngen. Il présente une orbite caractérisée par un demi-grand axe de 2,84 UA, une excentricité de 0,11 et une inclinaison de 3,1° par rapport à l'écliptique.

## Compléments